# Internationale dag van de wind
De Internationale dag van de wind of Global Wind Day vindt plaats op 15 juni en is een dag georganiseerd door het European Wind Energy Association en  het Global Wind Energy Council.
De dag staat in het teken van windenergie en er worden verschillende activiteiten georganiseerd om aan het brede publiek de mogelijkheden, voordelen en nieuwe technologieën van windenergie voor te stellen. Dit gebeurt door middel van een windparade, werkwinkels, opendeurdagen en conferenties.

## Geschiedenis
2007
2007 was het jaar van de wind georganiseerd door het EWEA waarbij men trachtte verschillende evenementen van nationale windverenigingen te coördineren. 
18 Europese landen deden mee en bereikten 35.000 deelnemers.
2008
Wind Day 2008 bereikte 20 Europese landen met 100.000 deelnemers.
2009
In 2009 werd voor het eerst de naam Global Wind Day gebruikt en werd het GWEC medeorganisator van het evenement. 
In 35 landen werden er 300 evenementen georganiseerd waardoor men 1 miljoen deelnemers bereikte.
2010
In 2010 werden er op 220 evenementen 1 miljoen deelnemers bereikt in 30 landen.
Onder andere werd in Brussel een turbinevleugel van 29,5m² tentoongesteld naast het gebouw van de Europese Commissie.
2011
In 2011 werden in 30 landen evenementen georganiseerd, waaronder een windparade te Brussel (zetelstad van het EWEA en GWEC), jobs-in-the-wind-industry dag in Frankrijk, opendeurdagen in onderzoekscentra en windkrachtvelden in Japan en Australië en een straatfeest in Mexico waarbij de geschiedenis van windkracht centraal stond.